# Noakhali (distrikt i Bangladesh)
Noakhali (engelska: Noakhali District) är ett distrikt i Bangladesh.   Det ligger i provinsen Chittagong, i den sydöstra delen av landet, 130 km sydost om huvudstaden Dhaka. Antalet invånare är 3 108 083.
Trakten runt Noakhali består till största delen av jordbruksmark.